# Engystomops guayaco
Engystomops guayaco е вид земноводно от семейство Leptodactylidae.

## Разпространение
Видът е разпространен в Еквадор.